# YOSHIMOTO DIRECTOR'S 100 〜100人が映画撮りました〜
『YOSHIMOTO DIRECTOR'S 100 〜100人が映画撮りました〜』（ヨシモトディレクターズひゃく ひゃくにんがえいがとりました）は、吉本興業所属のタレントやお笑い芸人たちが30分程度の短編映画100本を作っていた企画のタイトル、および同名のテレビ番組。

## 概説
神保町シアタービルのオープンに伴い始められたプロジェクトである。また、かつての吉本興業は「カネを貰ってからモノを作る」のが普通だったが、社長が吉野伊佐男になってから「モノを先に作る“モノづくり集団”になれ」という檄が飛んだこともプロジェクト発足の一因となった。一応映画制作に携わるプロが手伝ってはいたものの、監督はタレント自らが務めていた（例外として、高須光聖や大宮エリーなどのクリエイターによる作品もある）。制作映画は、2007年7月7日から吉本興業運営の各劇場で上映された。また、2008年10月16日からは中京テレビで、同年10月24日からは読売テレビで放送された（中京テレビでは木曜 24:38 - 26:08に、読売テレビでは金曜深夜に放送）。2009年8月13日にはWiiの間で無料オンデマンド放送が開始された（こちらは隔週で1本ずつ追加）。2022年4月からはBSよしもとの『よしもとコレクション』の放送枠で放送されている（土曜 12:00、および 18:00 に不定期放送）。

## 映画
- 上映期間は神保町花月、ヨシモト∞ホール、ルミネtheよしもとにおける上映期間。

| 上映期間                   | タイトル                                                | 監督                                 | 脚本                             | 主演                                                | 主な出演者 |
| -------------------------- | ------------------------------------------------------- | ------------------------------------ | -------------------------------- | --------------------------------------------------- | --- |
| 2007年 7月7日 - 7月13日    | ラブドール                                              | 中田カウス （中田カウス・ボタン）    | 久馬歩                           | 桂楽珍                                              | 未知やすえ、末成由美、浅香あき恵、中田なおき、ザ・プラン9、Wコミック、五十嵐サキ、ぢゃいこ、大西初愛、服部宝観、笑福亭仁鶴 |
| 2007年 7月7日 - 7月13日    | nijiko                                                  | 徳井義実（チュートリアル）           | 徳井義実 長澤佳也                | 徳井義実                                            | 博多大吉（博多華丸・大吉）、友近、小杉竜一（ブラックマヨネーズ）、野性爆弾、弘中くみ子（ナレーション）、柏原収史 |
| 7月14日 - 7月20日          | 夢だけが人生やない                                      | 笑福亭松之助                         | 笑福亭松之助                     | オール阪神 （オール阪神・巨人）                     | 米原幸佑（RUN&GUN）、浅香あき恵、ほんこん（130R）、板尾創路（130R）、長田融季（りあるキッズ）、未知やすえ、末成由美、今いくよ・くるよ（特別出演） |
| 7月14日 - 7月20日          | アンラッキー★パンダ                                     | タカ（タカアンドトシ）               | 小林昌生                         | 趙珉和                                              | 朝倉えりか、高橋浩二郎、菊地智義（ポテト少年団）、遠藤かおる、でんでん |
| 7月21日 - 7月24日          | スキヤキのうどん                                        | 内場勝則                             | 黒木久勝                         | 内場勝則                                            | 岸由起子、若井みどり、小橋和子、森田弘子、未知やすえ |
| 7月21日 - 7月24日          | パンティストッキングダイナマイト                        | 川島明（麒麟）                       | 蒲田幸成                         | 又吉直樹（ピース）                                  | 大島蓉子、麒麟 |
| 7月28日 - 8月3日           | 水たまり                                                | 村上ショージ                         | 諸岡立身                         | 中川礼二（中川家）                                  | 友近、千原せいじ（千原兄弟）、中野公美子、原万紀子、なんしぃ（大好物）、大貫さん（タカダ・コーポレーション）、ケンドーコバヤシ、宮川大輔、坂本あきら |
| 7月28日 - 8月3日           | 日の出アパートの青春                                    | 西野亮廣 （キングコング）            | 西野亮廣                         | 西野亮廣                                            | 原万紀子、山里亮太（南海キャンディーズ）、おかけんた（おかけんた・ゆうた）、ウーイェイ吉高（スマイル）、武内由紀子、笑福亭松之助（写真出演）、山本博（ロバート） |
| 8月4日 - 8月10日           | 助監督、橋井 〜ある撮影現場より〜                       | 木村祐一 高橋純（監督補）            | 木村祐一 長谷川朝二 遠藤みちスケ | 木村祐一                                            | 橋本拓弥（残暑）、中野公美子、板尾創路、オリエンタルラジオ、芦澤和哉、アホマイルド、ゆったり感、えんにち |
| 8月4日 - 8月10日           | カナリア                                                | 松本康太（レギュラー）               | 三宮浩嗣                         | ボン溝黒（カナリア）                                | 福田転球、平田敦子、森三中、重岡謙作（ラフ・コントロール）、石綿文太、後藤ひろひと、原西孝幸（FUJIWARA）、なだぎ武（ザ・プラン9）、レギュラー、安達健太郎（カナリア）、大塚まひろ、村上ショージ |
| 8月11日 - 8月17日          | ボクとタケダくん                                        | 間寛平                               | 木村和彦                         | 中山功太                                            | 笑い飯、大木ひびき、中山美保、浅香あき恵、シベリア文太、礼二（中川家）、本田みずほ、夏花、椿鬼奴、ハリセンボン、佐々木彩夏、コメディNo.1（特別出演）、間寛平 |
| 8月11日 - 8月17日          | シルバーストレッチ2039                                  | 藤井隆                               | 松本真一                         | 藤井隆 友近                                         | 黒沢かずこ（森三中）、三浦太輔、大野信明、木夏リオ（翻訳・ナレーション） |
| 8月18日 - 8月24日          | P.H                                                     | 千原せいじ（千原兄弟）               | 鈴木康弘                         | 長澤喜稔 （マキシマムパーパーサム）                 | ブラックマヨネーズ、森三中、谷口聡（ブラザース）、片岡正徳（オオカミ少年）、山本剛（マキシマムパーパーサム）、出渕誠（レイザーラモン）、椿鬼奴、昼メシくん、原万紀子、田村亮（ロンドンブーツ1号2号） |
| 8月18日 - 8月24日          | 女優 美沙                                               | ハリセンボン                         | はしもとこうじ                   | 近藤春菜（ハリセンボン）                            | 明樂哲典、川原澄人、ゆったり感、目黒紗織、愛実、小林未可子、、ヒデ（ペナルティ）、シベリア文太、箕輪はるか（ハリセンボン） |
| 8月25日 - 8月31日          | 14階段                                                  | 板尾創路                             | 後藤ひろひと                     | ぼんちおさむ（ザ・ぼんち）                          | 藤井隆、ケン（水玉れっぷう隊）、ぜんじろう、林克冶（カリカ）、遠藤かおる、フランシス・ポル、滝佳保子、宮下雄也（RUN&GUN）、田口空（子役）、山内亜美（子役）、村山ひとし、宮迫博之（雨上がり決死隊） |
| 8月25日 - 8月31日          | 上京しない物語                                          | 博多華丸・大吉                       | 山岡真介                         | 霧島れいか                                          | しゃば蔵（プー&ムー）、末松佳実、松下笑一、パタパタママ、どんぴしゃ、山崎智、チング、ケン坊田中、寿一実 |
| 9月1日 - 9月7日            | おっちゃん                                              | 山口智充                             | 山口智充                         | 山口智充                                            | 土肥徹平、間慎太郎、ヤングシニア、山之井歩、中野公美子、藤原光博（リットン調査団） |
| 9月1日 - 9月7日            | Honeystar                                               | チャド・マレーン（ジパング上陸作戦） | チャド・マレーン                 | チャド・マレーン                                    | Gordon Baxter、加藤貴博（ジパング上陸作戦）、ヒデ（ペナルティ）、ジャスミン・S、水野透（リットン調査団 ）、ぼんちおさむ、鈴木つかさ、浅越ゴエ、ヤナギブソン、福島善成（ガリットチュウ）、関暁夫（ハローバイバイ）、ノーパンチ松尾（ザ・パンチ）、永井佑一郎、コンマニセンチ、阿部智則（POISON GIRL BAND）、若井おさむ、もう中学生、平田敦子、本田みずほ、木夏リオ、上床美智子、平山昌雄、ムーディ勝山（勝山梶）、石館光太郎、板尾創路（130R） |
| 9月8日 - 9月14日           | ボギー☆ザ・ヒーロー                                     | ゴリ（ガレッジセール）               | 渡邊大輔 ゴリ                    | 多田健二（COWCOW）                                  | 箕輪はるか（ハリセンボン）、坂本あきら、温水洋一、博多華丸・大吉、ゴリ、中野公美子、浅井優（山田カントリー）、間寛平 |
| 9月8日 - 9月14日           | ボロボロな人                                            | だいたひかる                         | だいたひかる 黒木久勝            | 水野透（リットン調査団）                            | 阿部智則（POISON GIRL BAND）、渡邉裕太、黒田アーサー |
| 9月15日 - 9月21日          | サイン プリーズ!                                        | 中川秀樹（ペナルティ）               | はりせ 山田ナビスコ              | ヒデ（ペナルティ）                                  | レギュラー、西野亮廣（キングコング）、林克治（カリカ）、近藤春菜（ハリセンボン）、馬場裕之（ロバート）、チャド・マレーン（ジパング上陸作戦）、ですよ。、シソンヌ、斉藤慎二（ジャングルポケット）、藤森慎吾（オリエンタルラジオ）、アイパー滝沢（えんにち）、川田広樹（ガレッジセール）、ワッキー（ペナルティ） |
| 9月15日 - 9月21日          | デリバリー？                                            | 吉田敬（ブラックマヨネーズ）         | 和田義浩 吉田敬                  | 原田良也（ジャンクション）                          | 兵頭祐香、清水健次（フロントストーリー）、山本大介（四次元ナイフ）、中山功太、三浦マイルド、林健（ギャロップ）、浅本美加、吉田敬 |
| 9月22日 - 9月28日          | 暁に死、抱きしめて                                      | 西田幸治（笑い飯）                   | 森詩津規                         | 滝口幸広                                            | 原裕美子、森豪士、西田幸治、後藤基治、今岡信治、青野敏行 |
| 9月22日 - 9月28日          | ゆびみず                                                | 大悟（千鳥）                         | おぱやん                         | 後藤淳平（ジャルジャル）                            | 浅香あき恵、島田一の介、松岡由樹、山里亮太（南海キャンディーズ）、中山功太、ダイアン、大悟（千鳥）、福徳秀介（ジャルジャル）、山本奈臣実、秋田久美子、前田由梨、赤松悠実 |
| 9月29日 - 10月5日          | I LOVE MARILYN                                          | 庄司智春（品川庄司）                 | 金井夏生                         | 庄司智春                                            | 田中美雨、菊池健一、綾部祐二（ピース）、須藤謙太朗（大好物）、山田将之、大坪貴史、須藤智彦、米原幸佑、小栗健、木夏リオ（声の出演） |
| 9月29日 - 10月5日          | Love Riderbr 〜until I find the key to her heart〜      | 堤下敦（インパルス）                 | 堤下敦 長澤佳也                  | 堤下敦                                              | 蒲生麻由、大浦龍宇一、国生さゆり |
| 10月6日 - 10月12日         | 林家パー子の野望                                        | 野沢直子                             | 野沢直子                         | 林家パー子                                          | 林家ペー |
| 10月6日 - 10月12日         | 華火                                                    | 西川晃啓（レギュラー）               | 岡野勇気                         | 西川晃啓                                            | 田中碧海、鈴木Q太郎（ハイキングウォーキング）、田村裕（麒麟）、水本健一（span!）、硲陽平（イシバシハザマ）、藤谷舞、山崎静代（南海キャンディーズ）、南方英二（チャンバラトリオ） |
| 10月13日 - 10月19日        | HERO                                                    | 山崎邦正                             | 内田準也                         | 小出水直樹（シャンプーハット）                      | 小野真弓、あべこうじ、池田佳祥（バカトケムリ）、吉田球映、畑中慎二郎、半澤弘貴（爆笑コメディアンズ）、西宮七海、三浦友加、五味侑也、冨澤風斗、鵜澤正太郎、松田尚樹、原田大二郎 |
| 10月13日 - 10月19日        | まどか                                                  | 山崎静代（南海キャンディーズ）       | 増本庄一郎                       | 山崎静代                                            | 井上マー、ナベ（Bコース）、たくませいこ、藤原光博（リットン調査団） |
| 10月20日 - 10月26日        | ぱきゅら!                                               | 前田登（はりけ〜んず）               | 前田登                           | 山本博（ロバート）                                  | たいが、美山加恋、酒井香奈子（友情出演）、秋山竜次、馬場裕之、野呂佳代（AKB48）、佐藤夏希（AKB48）、川畑麻衣、藤原光博（リットン調査団）、水沢アキ、前田登 |
| 10月20日 - 10月26日        | GRAND ROYAL GARDEN HOTEL                                | 高橋茂雄（サバンナ）                 | ハスミマサオ                     | 林克治（カリカ）                                    | 村田幹斗、元座成稀、山下しげのり（ジャリズム）、たむらけんじ、ブラックマヨネーズ、河本準一（次長課長）、綾部祐二（ピース）、西代洋（ミサイルマン）、タケト（Bコース）、ウーイェイよしたか（スマイル）、高橋茂雄 |
| 10月27日 - 11月2日         | BROTHER 〜血より濃いもの〜                              | 家城啓之（カリカ）                   | 家城啓之                         | 柏進 林克治（カリカ） RG（レイザーラモン）          | |
| 10月27日 - 11月2日         | かずお                                                  | 山里亮太（南海キャンディーズ）       | 山里亮太 坪田塁                  | 山里亮太                                            | 坂本真、山崎真実、山田あさこ、魚谷輝明、一宮里菜、ガリバートンネル、昼メシくん、おにぎりくん、若月、池谷賢二（犬の心）、久保田賢治（5GAP）、森木俊介（ラフ・コントロール）、クレオパトラ、もう中学生、ミルククラウン、真栄田賢（スリムクラブ）、並樹史朗、いとうまい子 |
| 11月3日 - 11月9日          | 田中徳三監督 少年河内音頭取り物語                       | 河内家菊水丸 田中徳三（劇中劇）      | 新矢由紀                         | 田中好子                                            | 髙田次郎、三島ゆり子、里見まさと（ザ・ぼんち）、井上竜夫、池乃めだか、西川のりお（友情出演）、シルク、斉藤林子、吉岡茉祐、河内家菊水丸、和泉夏子 |
| 11月3日 - 11月9日          | ハチノス                                                | POISON GIRL BAND                     | 池谷フューチャ 阿部敏            | 新井義幸（はりけ〜んず）                            | POISON GIRL BAND、アホマイルド、ジャイアント白田、八代みなせ、福島善成（ガリットチュウ）、鈴木Q太郎（ハイキングウォーキング）、吉村崇（平成ノブシコブシ）、おやきtheつなちゃん（タカダ・コーポレーション）、ブラザートム |
| 11月10日 - 11月16日        | 鉄と生きて                                              | 渡辺あつむ（ジャリズム）             | 渡辺あつむ                       | 綾部祐二（ピース）                                  | 又吉直樹（ピース）、クラウディア、平成ノブシコブシ、斎藤洋介、渡辺あつむ |
| 11月10日 - 11月16日        | 愛2007                                                  | 後藤淳平（ジャルジャル）             | 後藤淳平 和田義浩                | 福徳秀介（ジャルジャル）                            | 山内健司（鎌鼬）、愛川ゆず季、天竺鼠、川島邦裕（野性爆弾）、西森洋一（モンスターエンジン）、いがわゆり蚊、お兄ちゃん（ビタミンS）、友近、トミーズ雅（写真出演)、バッファロー吾郎、後藤淳平 |
| 11月17日 - 11月23日        | キシタコウシ                                            | 松永大司                             | 松永大司                         | 木下航志                                            | |
| 11月17日 - 11月23日        | WARA                                                    | 小籔千豊                             | 小籔千豊 大崎智仁 森詩津規       | 小籔千豊                                            | 川谷修士（2丁拳銃）、ケンドーコバヤシ、池乃めだか、坂田利夫、神奈月、寺田有希、千原ジュニア（千原兄弟）、バッファロー吾郎、FUJIWARA、哲夫（笑い飯）、西澤裕介（ダイアン）、武智正剛（マラドーナ）、ボン溝黒（カナリア）、COWCOW、レイザーラモン、福島善成（ガリットチュウ）、エド・はるみ |
| 11月24日 - 11月30日        | カミカゼハナビ                                          | 川谷修士（2丁拳銃）                  | 川谷修士 諸岡立身                | 川谷修士                                            | 阿久津賀紀、林克治（カリカ）、たくませいこ、山本剛（マキシマムパーパーサム）、長田庄平（チョコレートプラネット）、目黒紗織、Bコース、小堀裕之（2丁拳銃） |
| 11月24日 - 11月30日        | 飛龍炎昇                                                | 勝山慎司（勝山梶）                   | 森詩津規 岡野勇気                | 勝山慎司                                            | 風花舞、西興一朗、大山姉妹、梶剛（勝山梶）、重山邦輝、辻まがる（辻イト子・まがる）、大坪貴史、星野里佳、鈴木明日香、武田裕光、明樂哲典、漆崎敬介、矢嶋俊作 |
| 12月1日 - 12月7日          | 草々曲                                                  | 増本庄一郎                           | 増本庄一郎                       | 板尾創路 ほっしゃん。                               | 二階堂智、宮本裕子、横山あきお、小山田さゆり、武山浩三（ジャングルポケット） |
| 12月1日 - 12月7日          | かおり                                                  | 哲夫（笑い飯）                       | 大塚智仁                         | 久保田和靖（とろサーモン）                          | 早川信行（千鳥）、馬場園梓（アジアン）、西澤裕介（ダイアン）、佐藤太一郎（吉本新喜劇）、中西哲夫 |
| 12月8日 - 12月14日         | SECONDHAND                                              | 清水圭                               | 清水圭 金森直哉                  | 千原せいじ（千原兄弟） なだぎ武 鈴木達也            | ちすん、中野公美子、桑折貴之（じゃぴょん）、矢部太郎（カラテカ）、ガリットチュウ、コンマニセンチ、ぼんちおさむ、ほんこん、藤原光博（リットン調査団）、香坂みゆき、勝村政信、YOU（声の出演） |
| 12月8日 - 12月14日         | レスラーハンター                                        | 大村朋宏（トータルテンボス）         | 大村朋宏 藤田憲右                | 藤田憲右 （トータルテンボス）                       | 一ノ瀬聖崇、藤森夕子、宮下雄也（RUN&GUN）、マッスル坂井、ハチミツ二郎（東京ダイナマイト）、川畑麻衣、風香、アッハー小泉、おにぎり（ニューロマンス）、大家健、グランジ、スリムクラブ、高杉'Jay'二郎、大村朋宏 |
| 12月15日 - 12月21日        | スイッチ                                                | 岩尾望（フットボールアワー）         | 岩尾望 友光哲也                  | 川下大洋（Piper）                                   | 井上マー、あべこうじ、ライセンス、山本吉貴、糸矢めい、岩尾望 |
| 12月15日 - 12月21日        | おしおき！ピンキームーン                                | BQ寧                                 | 浅田直亮                         | なかやまきんに君                                    | 浜田翔子、だいたひかる、阿部智則（POISON GIRL BAND） |
| 12月22日 - 12月28日        | いいオンナには運がある                                  | 黒沢かずこ（森三中）                 | 吉井三奈子                       | 隅田美保（アジアン）                                | フットボールアワー、村上知子（森三中）、大久保佳代子（オアシズ）、宮川大輔、藤井隆、綾部祐二（ピース）、原万紀子、山田花子 |
| 12月22日 - 12月28日        | 潮どき 〜芸人・清水キョウイチ郎〜                       | メッセンジャー黒田有                 | 桝野幸宏                         | 上田一軒                                            | 秋吉久美子、大木ゆう作、黒田有、紅萬子、宇都宮まき |
| 12月29日 - 2008年 001月4日 | どぶいた                                                | ほんこん                             | はしもとこうじ 長谷川優          | 中川礼二（中川家）                                  | 乾貴美子、重岡謙作（ラフ・コントロール）、松谷賢示（水玉れっぷう隊）、バッドボーイズ、指圧野郎、林克治（カリカ）、エド・はるみ、ほんこん、島田洋八 |
| 12月29日 - 2008年 001月4日 | 老人と木                                                | 板倉俊之（インパルス）               | 板倉俊之                         | 谷津勲                                              | 草谷翔、藤本敏史（FUJIWARA）、山本吉貴、武内由紀子、金子貴伸、板倉俊之、くまだまさし、スリムクラブ、若月徹（若月）、吉田翔、岡田佑太、小沢仁志 |
| 1月5日 - 1月11日           | ニュース                                                | 後藤輝基（フットボールアワー）       | 諸岡立身                         | 岩尾望（フットボールアワー）                        | 竹屋なか子、綾部祐二（ピース）、DAIGO、後藤輝基、諸岡立身、宗清万里子 |
| 1月5日 - 1月11日           | バカロボ2007                                            | 土佐信道（明和電機）                 | 土佐信道                         | バカロボ本戦出場者8組                               | 【審査委員】しりあがり寿、樋口真嗣、稲見昌彦、ぜんじろう、土佐信道、【司会】山里亮太（南海キャンディーズ） |
| 1月12日 - 1月18日          | my                                                      | 小堀裕之（2丁拳銃）                  | 小堀裕之                         | キシモトマイ                                        | 佐久間一行、川谷修士（2丁拳銃）、ピース、森下瑠子、武内由紀子、たくませいこ、デッカチャン、あべこうじ、もう中学生、若月徹（若月）、エド・はるみ |
| 1月12日 - 1月18日          | 総長刑事                                                | トミーズ雅                           | 疋田哲夫                         | トミーズ雅                                          | トミーズ雅、未知やすえ、青野敏行、長原成樹、浜根隆、烏川耕一、メッセンジャーあいはら、月亭八光、チャンバラJr.、平山昌雄、つばさ・きよし、トミーズ健、桂ざこば、赤井英和 |
| 1月19日 - 1月25日          | 99%の自殺                                               | 常盤司郎                             | 常盤司郎                         | 板尾創路                                            | 今宿麻美、霧島れいか、阿藤快、水野透（リットン調査団）、福島善成（ガリットチュウ） |
| 1月19日 - 1月25日          | G                                                       | レイザーラモンHG                     | 坂本受熅子 レイザーラモンHG      | 小籔千豊 レイザーラモンHG                           | なかやまきんに君、城野克弥（野性爆弾）、ルチャダテリブレ、グランジ、くまだまさし、児玉絹世、レイザーラモンRG |
| 1月26日 - 2月1日           | はんこ                                                  | 中川家剛                             | 柳周平                           | 中川家礼二                                          | 中川家礼二、なだぎ武、だいたひかる、カリカ林、諸岡立身 |
| 1月26日 - 2月1日           | 想い出川                                                | 大木こだま（大木こだま・ひびき）     | 瀬川久功                         | 石田靖                                              | 柴田かよこ、島田一の介、井上竜夫、中田なおき、桂三象、大木こだま、秋田久美子、平山昌雄、南出一葉、森田まりこ、佐藤太一郎、音羽一憲 |
| 2月2日 - 2月8日            | キャッチボール                                          | 里見まさと（ザ・ぼんち）             | 大池晶 おおぎゆたか              | ヒデ（ペナルティ）                                  | 桃生亜希子、佐藤涼平（子役）、江澤璃菜、斉藤林子、里見まさと、ほっしゃん。 |
| 2月2日 - 2月8日            | 富士山を掃除しようぜ。                                  | 山本博（ロバート）                   | 金井夏生 山本博                  | 山本博                                              | 諏訪太郎、出合正幸、佐藤和沙、アホマイルド、山田カントリー、竹原慎二、はんにゃ、かたつむり、ブルースタンダード、コンマニセンチ、ガブ&ぴーち、ニューロマンス、昼メシくん、暗黒天使、タカダ・コーポレーション |
| 2月9日 - 2月15日           | コナ・ニシテ・フウ                                      | デーモン小暮閣下                     | デーモン小暮閣下                 | MCU                                                 | 輪島大士、宮地雅子、児玉美智子、島田洋八、天田暦、森富士夫、谷村有美、小林順、ぼんちおさむ、小原礼（シニア・ミュージシャン）、デーモン小暮閣下 |
| 2月9日 - 2月15日           | 聖島の森のゴアコピュリア                                | 秋山竜次（ロバート）                 | なんざん                         | 【声の出演】 ダナ 伊波由羽                          | 【声の出演】初澤直樹、鈴木裕斗、堀畑俊介 |
| 2月16日 - 2月22日          | PURGATORIAL DOORS                                       | Takeshi Jac Kosaka                   | オパヤン Takeshi Jac Kosaka      | 中川秀樹（ペナルティ）                              | カレン・ヘドリック、重盛さと美、博多華丸、川谷修士（2丁拳銃）、レイザーラモンHG、大地大輔（ダイノジ）、明樂哲典、佐藤大（グランジ）、木夏リオ、たくませいこ、エド・はるみ、上山竜司（RUN&GUN） |
| 2月16日 - 2月22日          | たんじょうじ                                            | 脇田寧人（ペナルティ）               | 脇田寧人                         | ワッキー                                            | 大竹奈緒子 |
| 2月23日 - 2月29日          | 浪花の弁護士 桜 春彦 事件簿                             | 池乃めだか                           | 加藤卓                           | 池乃めだか                                          | 山田スミ子、小籔千豊、浅香あき恵、宇都宮まき、秋田久美子、木村明浩（バッファロー吾郎）、高橋靖子、仙堂花歩、青野敏行（ナレーション）、炭釜基孝 |
| 2月23日 - 2月29日          | Air Guitar？                                            | 大谷ノブ彦（ダイノジ）               | 佐久間トーボ 大谷ノブ彦          | 蛭子能収 金成公信（ハローバイバイ）                 | 坂田聡、サンキュー尾形、井上マー、大石里沙、フルーツポンチ、しずる、もう中学生、げんき〜ず、ありがとう、パリパリポリパリ、タカダコーポレーション、関篤志、ぶんぶんボウル、ダイノジ大地洋輔（友情出演） |
| 3月1日 - 3月7日            | ホトケさま                                              | 高橋純                               | 高橋純 はりせ                    | 板尾創路 片桐はいり                                 | ゴリ（ガレッジセール）、ちすん、アイパー滝沢（えんにち）、神林秀太 |
| 3月1日 - 3月7日            | 目に見えない引力                                        | 隅田美保（アジアン）                 | 隅田美保                         | -                                                   | 石田明（NON STYLE）、村田秀亮（とろサーモン）、狗飼恭子、アジアン隅田母 |
| 3月8日 - 3月14日           | スターブレーザー大作戦！                                | おおなりてつや                       | おおなりてつや                   | 博多華丸（博多華丸・大吉）                          | 吉村崇（平成ノブシコブシ）、浜田翔子、増谷キートン、菊地智義（ポテト少年団）、ザ・パンチ |
| 3月8日 - 3月14日           | ジブンレース                                            | 藤原一裕（ライセンス）               | 藤原一裕 小杉四駆郎              | 藤原一裕                                            | ライセンス、栗山直人（アームストロング）、ちすん、たくませいこ、菊地智義（ポテト少年団）、重岡謙作（ラフ・コントロール）、坂本雅仁（アホマイルド）、小野敦子、中山克己、高崎佳代、藤本洋子、水野透（リットン調査団） |
| 3月15日 - 3月21日          | 弟子物語                                                | オール巨人（オール阪神・巨人）       | 加藤卓                           | 南出仁寛                                            | 大平サブロー、前田写楽、サウンドコピー、平和ラッパ・梅乃ハッパ、楠本見江子、土佐かつお、隅田美保（アジアン）、中恭太、小米良啓太、村上斉範、宇都宮まき、南出一葉、仙堂花歩、オール巨人（特別出演） |
| 3月15日 - 3月21日          | 人を造る                                                | あんじ                               | 岡野勇気                         | いしだ壱成                                          | 水野透（リットン調査団）、藤田憲右（トータルテンボス）、北村栄基、小林涼子、桜田通、あんじ |
| 3月22日 - 3月28日          | SPACELAB                                                | KAORUKO                              | KAORUKO OHRYS BIRD               | 【声の出演】森三中                                  | 【声の出演】坂本頼光、中上育実 |
| 3月22日 - 3月28日          | 兄の手紙                                                | 石田明（NON STYLE）                  | 石田明 前原一磨                  | 石田明                                              | 清水けんじ、span!、榎田貴斗、松田佳祐、ザ・ぼんち里見まさと |
| 3月29日 - 4月4日           | Paradise Paradise                                       | ぜんじろう                           | ぜんじろう                       | ぜんじろう                                          | テント、吉田ヒロ、ヘリョン、和希沙也、ハリセンボン、なんしぃ（大好物)、風香 |
| 3月29日 - 4月4日           | 都市伝説的戦後日本史 〜信じるか信じないかはあなた次第〜 | 関暁夫（ハローバイバイ）             | 関暁夫                           | スティーブン・セキルバーグ （ハローバイバイ関暁夫） | |
| 4月5日 - 4月11日           | あなたにできない3つのこと…                              | 後藤ひろひと                         | 後藤ひろひと                     | 桂あやめ                                            | ウーイェイよしたか（スマイル）、伊原剛志、後藤ひろひと |
| 4月5日 - 4月11日           | 働き孝子の一生                                          | ほっしゃん。                         | はしもとこうじ                   | 吉田晃代                                            | まんねんよしこ、関好江（ボルサリーノ）、伊藤明賢、武内由紀子、ほっしゃん。 |
| 4月12日 - 4月18日          | ちゃっちゃん                                            | 月亭八方                             | 加藤卓                           | 中田ボタン（中田カウス・ボタン）                    | なるみ、北村実優、桂きん枝、若井みどり、海原やすよ、月亭八光、矢野・兵動、ギャロップ、島田一の介、田口れんじ（Wコミック）、長田融季（りあるキッズ）、月亭八方 |
| 4月12日 - 4月18日          | ラストプレゼント                                        | 田村亮（ロンドンブーツ1号2号）       | 藤谷弥生 田村亮                  | 宮里駿                                              | 小川菜摘、和川未優、森三中、藤田憲右（トータルテンボス)、田村亮、島田洋八 |
| 4月19日 - 4月25日          | 盆栽少女                                                | パラダイス山元                       | 長谷川優                         | 神谷美花                                            | コペイキンエバニー、牧伸二、長坂しほり、渚ようこ、杉作J太郎、出雲阿国、目黒紗織、鈴木那奈、酒井デンペー（サカイスト） |
| 4月19日 - 4月25日          | golden atmosphere                                       | 竹若元博（バッファロー吾郎）         | 覚王山                           | 小籔千豊                                            | 風香、平田敦子、アジェレン・ブスケス、なだぎ武、平山昌雄、友近、グレート小鹿、土平ドンペイ、マッスル坂井 |
| 4月26日 - 5月2日           | パパとママが ふしあわせでありますように!                | 上田大樹                             | 上田大樹                         | 藤本敏史（FUJIWARA） 山田花子 塚田帆南              | 高橋茂雄（サバンナ）、佐田正樹（バッドボーイズ）、世界のナベアツ（ジャリズム） |
| 4月26日 - 5月2日           | ディンドン・パーリィ                                    | まちゃまちゃ                         | 岩田博之                         | 風花舞                                              | ボルサリーノ、中野公美子、ネゴシックス、くまだまさし、酒井デンペー（サカイスト)、まちゃまちゃ |
| 5月3日 - 5月9日            | 少林作家                                                | 久馬歩                               | 久馬歩                           | 木村明浩（バッファロー吾郎）                        | ザ・プラン9、菅広文、平山昌雄、腹筋善之介、藤谷文子 |
| 5月3日 - 5月9日            | ブチアゲ↑ 〜オレたちのトラパラ珍道中じゃね〜            | 藤森慎吾（オリエンタルラジオ）       | 辻健一                           | 藤森慎吾                                            | 森木俊介（ラフ・コントロール）、蛸あげ、マイケル富岡、千原せいじ（千原兄弟）、里見まさと（ザ・ぼんち） |
| 5月10日 - 5月16日          | たこしげ                                                | 田村憲司                             | 遠藤敬                           |                                                     | 宮迫博之（雨上がり決死隊）、木村明浩（バッファロー吾郎）、高橋茂雄（サバンナ）、小杉竜一（ブラックマヨネーズ）、山本大介（四次元ナイフ） |
| 5月10日 - 5月16日          | 夢中☆戦隊 スターレンジャー                              | キンヤ                               | 金房実加 キンヤ                  | キンヤ                                              | 浪川大輔、林希、NOSAWA論外、ハダケイジ、鉄拳、エド・はるみ、シルビア・グラブ（友情出演）、まちゃまちゃ、井上マー |
| 5月17日 - 5月23日          | オレたちコンバインボーイズ                              | 川島邦裕（野性爆弾）                 | 川島邦裕 おにぎり                | 土肥ポン太                                          | 前田由梨、野性爆弾、やなぎ浩二、シルク、ザ・プラン9、おにぎり、長原成樹 |
| 5月17日 - 5月23日          | Whisper〜だから彼女はささやいた〜                       | 友近                                 | 友近                             | 近藤春菜（ハリセンボン）                            | 梶浦花、藤松祥子、及川いぞう、藤田美歌子、山口愛、宇野愛海、梶尾舞、黒田としえ、栃谷善太郎、城野マサト、関篤志、シベリア文太、友近 |
| 5月24日 - 5月30日          | 大きな桜の木の下で                                      | 兵動大樹（矢野・兵動）               | 兵動大樹                         | 森永悠希 小酒井円葉                                 | 大西賢、阪口亮太、中村凛太郎、鈴木つかさ、矢野勝也（矢野・兵動）、小梶昌巳（シンクタンク）、オカン（ワタルwithオカン）、山本大介（四次元ナイフ）、山本奈臣実、高橋智（へびいちご）、佐藤武志（Wヤング・声の出演） |
| 5月24日 - 5月30日          | 桜と印籠                                                | 大宮エリー                           | 大宮エリー                       | 板尾創路 千原ジュニア（千原兄弟）                   | 宮川大輔、フットボールアワー、カリカ、新井義幸（はりけ〜んず）、たくませいこ、藤原光博（リットン調査団）、山田花子、アッハー小泉、アホマイルド、キャベツ確認中、若月、おにぎり（ニューロマンス）、シベリア文太 |
| 5月31日 - 6月6日           | 東京WEBチャンネル                                       | M.C.BOO                              | M.C.BOO                          | 川谷修士（2丁拳銃）                                 | 坂井真紀、渋川清彦、木村明浩（バッファロー吾郎）、なだぎ武（ザ・プラン9）、トレンディエンジェル、タカダ・コーポレーション |
| 5月31日 - 6月6日           | be set free                                             | 河本準一（次長課長）                 | 諸岡立身 河本準一                | 中井良                                              | 河本準一、川島邦裕（野性爆弾）、水田芙美子、吉崎莉愛、カラテカ、砂金秀明（オープンスペース）、細野哲平（ありがとう）、大河原次郎（シソンヌ）、先川栄蔵（キューティーブロンズ）、富所哲平（アンカンミンカン） |
| 6月7日 - 7月13日           | シルバーホストG                                         | マッスル坂井                         | マッスル坂井 佐高美智代          | 村上ショージ                                        | KINYA、杉本彩、川原ひろし、今林久弥、美月凛音、ゴージャス松野、平田敦子、福田麻衣 |
| 6月7日 - 7月13日           | 指輪                                                    | 久保田和靖（とろサーモン）           | 久保田和靖                       | 瀬下豊（天竺鼠）                                    | 宇都宮まき、福井俊太郎（GAG少年楽団）、藤崎マーケット、鰻和弘（銀シャリ）、女と男、クロスバー直撃、新名徹郎（ダ・ヴィンチ）、とろサーモン、瀬戸洋祐（スマイル） |
| 6月14日 - 6月20日          | 幸せの舌シチュー                                        | オール阪神（オール阪神・巨人）       | 清水東                           | ちすん                                              | 中野英雄、伊藤明賢、三原あや、炭釜基孝、中野秀紀、梨花、明石家さんま（友情出演） |
| 6月14日 - 6月20日          | 賽ノ目坂                                                | 高須光聖                             | 高須光聖                         | ほっしゃん。 宮川大輔 秋山竜次（ロバート）          | 品川祐（品川庄司）、松本康太（レギュラー）、竹若元博（バッファロー吾郎）、友近、石田愛希、板尾創路 |

## 上映場所
- ルミネtheよしもと
- ヨシモト∞ホール
- うめだ花月
- 神保町花月
- baseよしもと